# Porta Cornelia
De Porta Cornelia was een stadspoort in de verdedigingswerken van het oude Rome.
De Porta Cornelia was een toegangspoort die direct ten westen van het bruggenhoofd van de Pons Aelius stond, de huidige Engelenbrug. Hier begon de Via Cornelia, waaraan de poort zijn naam ontleende. In de eerste eeuwen na Christus was dit geen belangrijke weg, maar dat veranderde met de opkomst van het christendom. In de 4e eeuw liet Constantijn de Grote de Sint-Pietersbasiliek bouwen, over de Romeinse en christelijke necropolis aan de Via Cornelia. Rome had in deze tijd al sterk aan macht moeten inboeten en tussen 270 en 280 was de grote Aureliaanse Muur om Rome gebouwd. De Vaticaanse heuvel was slechts dunbevolkt en werd buiten de ommuring gehouden. De basiliek en deze noordelijke toegang tot Rome moesten echter wel verdedigd kunnen worden en Keizer Honorius liet daarom tussen 401 en 403 het Mausoleum van Hadrianus ombouwen tot de Engelenburcht. De Porta Cornelia werd in de verdedigingsmuren van de burcht gebouwd en gaf toegang tot het Vaticaan van uit de stad. Na de middeleeuwen is de poort afgebroken. Het is niet meer bekend hoe deze er exact uitzag.
De poort stond ook bekend als Porta Aurelia Sancti Petri. Dit omdat men via deze poort en de Via Cornelia ook de belangrijke Via Aurelia kon bereiken. Er bestond echter al een Porta Aurelia op de Janiculum en de toevoeging Sancti Petri (bij Sint-Pieter) is daarom bedoeld om onderscheid te maken tussen beide poorten.